# 牛堀町
牛堀町（うしぼりまち）は、茨城県行方郡に置かれていた町である。潮来町への通勤率は13.4%（平成12年国勢調査）。富嶽三十六景の「常州牛堀」はこの辺りを描いたものだと言われている。

## 地理
茨城県の南東部、霞ヶ浦の東端に位置していた。現在の潮来市牛堀・上戸・清水・島須・永山・堀之内・茂木の各地域が旧牛堀町域にあたる。
- 河川：常陸利根川
- 沼湖：霞ヶ浦

### 隣接していた自治体
- 茨城県
  - 行方郡麻生町
  - 行方郡潮来町
  - 稲敷郡東町
- 千葉県
  - 佐原市

## 歴史

### 主な出来事
- 1962年（昭和37年）7月2日 - 北浦で発生した竜巻が町内を通過。八代小学校の木造校舎が破壊されて児童と教諭が下敷きとなり2人が死亡、77人が重軽傷[1]。

### 沿革
- 1953年（昭和28年）5月18日 - 国道123号（現在の国道51号）が制定。
- 1955年（昭和30年）
  - 4月1日 – 香澄村と八代村は合併し牛堀村が発足。
  - 11月3日 - 牛堀村は町制施行し牛堀町となる。
- 1975年（昭和50年）4月1日 - 国道355号（佐原市 - 石岡市間）が制定。
- 2001年（平成13年）4月1日 - 牛堀町は潮来町に編入され、消滅。
  - 同日、潮来町は市制施行し潮来市となる。

### 行政区域変遷
- 変遷の年表

| 牛堀町町域の変遷（年表） | 牛堀町町域の変遷（年表） | 牛堀町町域の変遷（年表）                                                                                                 |
| 年                       | 月日                     | 旧牛堀町町域に関連する行政区域変遷                                                                                       |
| ------------------------ | ------------------------ | --- |
| 1889年（明治22年）       | 4月1日                   | 町村制施行により、以下の村がそれぞれ発足。 - 香澄村 ← 牛堀村・秋山村・清水村・堀之内村・茂木村 - 八代村 ← 上戸村・島須村 |
| 1955年（昭和30年）       | 4月1日                   | 香澄村と八代村は合併し牛堀村が発足。                                                                                     |
| 1955年（昭和30年）       | 11月3日                  | 牛堀村は町制施行し牛堀町となる。                                                                                         |
| 2001年（平成13年）       | 4月1日                   | 牛堀町は潮来町に編入され、消滅。 - 同日、潮来市は市制施行し潮来市となる。                                                |

- 変遷表

| 牛堀町町域の変遷表 | 牛堀町町域の変遷表 | 牛堀町町域の変遷表  | 牛堀町町域の変遷表 | 牛堀町町域の変遷表  | 牛堀町町域の変遷表    | 牛堀町町域の変遷表   | 牛堀町町域の変遷表          | 牛堀町町域の変遷表 | 牛堀町町域の変遷表 |
| 1868年 以前        | 1868年 以前        | 明治元年 - 明治22年 | 明治22年 4月1日    | 明治22年 - 昭和19年 | 昭和20年 - 昭和64年   | 昭和20年 - 昭和64年  | 平成元年 - 現在             | 現在               |                    |
| ------------------ | ------------------ | ------------------- | ------------------ | ------------------- | --------------------- | -------------------- | --------------------------- | ------------------ | ------------------ |
|                    | 牛堀村             | 牛堀村              | 香澄村             | 香澄村              | 昭和30年4月1日 牛堀村 | 昭和30年11月3日 町制 | 平成13年4月1日 潮来町に編入 | 潮来市             |                    |
|                    | 秋山村             |                     | 香澄村             | 香澄村              | 昭和30年4月1日 牛堀村 | 昭和30年11月3日 町制 | 平成13年4月1日 潮来町に編入 | 潮来市             |                    |
|                    | 清水村             |                     | 香澄村             | 香澄村              | 昭和30年4月1日 牛堀村 | 昭和30年11月3日 町制 | 平成13年4月1日 潮来町に編入 | 潮来市             |                    |
|                    | 堀之内村           |                     | 香澄村             | 香澄村              | 昭和30年4月1日 牛堀村 | 昭和30年11月3日 町制 | 平成13年4月1日 潮来町に編入 | 潮来市             |                    |
|                    | 茂木村             |                     | 香澄村             | 香澄村              | 昭和30年4月1日 牛堀村 | 昭和30年11月3日 町制 | 平成13年4月1日 潮来町に編入 | 潮来市             |                    |
|                    | 上戸村             | 上戸村              | 八代村             | 八代村              | 昭和30年4月1日 牛堀村 | 昭和30年11月3日 町制 | 平成13年4月1日 潮来町に編入 | 潮来市             |                    |
|                    | 島崎村             | 島須村              | 八代村             | 八代村              | 昭和30年4月1日 牛堀村 | 昭和30年11月3日 町制 | 平成13年4月1日 潮来町に編入 | 潮来市             |                    |
|                    | 赤須村             | 島須村              | 八代村             | 八代村              | 昭和30年4月1日 牛堀村 | 昭和30年11月3日 町制 | 平成13年4月1日 潮来町に編入 | 潮来市             |                    |

## 教育
中学校
- 牛堀町立牛堀中学校

小学校
- 牛堀町立牛堀第一小学校
- 牛堀町立牛堀第二小学校
- 牛堀町立八代小学校

## 交通

### 道路
- 一般国道
  - 国道51号
  - 国道355号
- 主要地方道
  - 茨城県道5号竜ヶ崎潮来線
  - 茨城県道50号水戸神栖線
- 一般県道
  - 茨城県道185号繁昌潮来線
  - 茨城県道189号大賀牛堀線